# Bunam-myeon, Muju-gun
Bunam-myeon (koreanska: 부남면) är en socken i kommunen Muju-gun i provinsen Norra Jeolla i den centrala delen av Sydkorea, 190 km söder om huvudstaden Seoul.